# 20 kilomètres marche féminin aux Jeux olympiques d'été de 2020
Pour des articles plus généraux, voir Athlétisme aux Jeux olympiques d'été de 2020 et Marche aux Jeux olympiques.
Navigation
Rio 2016 Paris 2024
L'épreuve du 20 kilomètres marche féminin aux Jeux olympiques de 2020 se déroule le 6 août 2021 au Parc Ōdōri de Sapporo, au Japon.

## Records
Avant cette compétition, les records dans cette discipline étaient les suivants : 
| Record du monde  | Yang Jiayu (CHN)       | 1 h 23 min 49 s | Huangshan | 20 mars 2021 |
| Record olympique | Elena Lashmanova (RUS) | 1 h 25 min 2 s  | Londres   | 11 août 2012 |

## Résultats
| Rang                                | Athlète                | Pays        | Temps   | Écart  | Notes |
| ----------------------------------- | ---------------------- | ----------- | ------- | ------ | ----- |
| Médaille d'or, Jeux olympiques      | Antonella Palmisano    | Italie      | 1:29:12 | +0.00  |       |
| Médaille d'argent, Jeux olympiques  | Sandra Arenas          | Colombie    | 1:29:37 | +0:25  |       |
| Médaille de bronze, Jeux olympiques | Liu Hong               | Chine       | 1:29:57 | +0:45  |       |
| 4                                   | María Pérez            | Espagne     | 1:30:05 | +0:53  |       |
| 5                                   | Alegna González        | Mexique     | 1:30:33 | +1:21  |       |
| 6                                   | Jemima Montag          | Australie   | 1:30:39 | +1:27  |       |
| 7                                   | Qieyang Shijie         | Chine       | 1:31:04 | +1:52  |       |
| 8                                   | Antigoni Drisbioti     | Grèce       | 1:31:24 | +2:12  | SB    |
| 9                                   | Paola Pérez            | Équateur    | 1:31:26 | +2:14  |       |
| 10                                  | Katarzyna Zdziebło     | Pologne     | 1:31:29 | +2:17  |       |
| 11                                  | Érica de Sena          | Brésil      | 1:31:39 | +2:27  |       |
| 12                                  | Yang Jiayu             | Chine       | 1:31:54 | +2:42  |       |
| 13                                  | Nanako Fujii           | Japon       | 1:31:55 | +2:43  |       |
| 14                                  | Raquel González        | Espagne     | 1:31:57 | +2:45  |       |
| 15                                  | Kumiko Okada           | Japon       | 1:31:57 | +2:45  |       |
| 16                                  | Elvira Khasanova       | ROC         | 1:31:58 | +2:46  |       |
| 17                                  | Priyanka Goswami       | Inde        | 1:32:36 | +3:24  |       |
| 18                                  | Valentina Trapletti    | Italie      | 1:33:12 | +4:00  |       |
| 19                                  | Mariia Sakharuk        | Ukraine     | 1:34:04 | +4:52  |       |
| 20                                  | Ana Cabecinha          | Portugal    | 1:34:08 | +4:56  | SB    |
| 21                                  | Noelia Vargas          | Costa Rica  | 1:35:07 | +5:55  |       |
| 22                                  | Meryem Bekmez          | Turquie     | 1:35:08 | +5:56  |       |
| 23                                  | Anastasiya Rarouskaya  | Biélorussie | 1:35:09 | +5:57  |       |
| 24                                  | Mary Luz Andía         | Pérou       | 1:35:25 | +6:13  |       |
| 25                                  | Sandra Galvis          | Colombie    | 1:35:36 | +6:24  |       |
| 26                                  | Brigita Virbalytė      | Lituanie    | 1:35:56 | +6:44  |       |
| 27                                  | Hanna Shevchuk         | Ukraine     | 1:36:27 | +7:15  |       |
| 28                                  | Karla Jaramillo        | Équateur    | 1:36:32 | +7:20  |       |
| 29                                  | Kiriaki Filtisakou     | Grèce       | 1:36:51 | +7:39  |       |
| 30                                  | Tereza Ďurdiaková      | Tchéquie    | 1:36:58 | +7:46  |       |
| 31                                  | Anna Terlyukevich      | Biélorussie | 1:37:22 | +8:10  |       |
| 32                                  | Bhawna Jat             | Inde        | 1:37:38 | +8:26  |       |
| 33                                  | Robyn Stevens          | États-Unis  | 1:37:42 | +8:30  |       |
| 34                                  | Laura García-Caro      | Espagne     | 1:37:48 | +8:36  |       |
| 35                                  | Ching Siu Nga          | Hong Kong   | 1:37:53 | +8:41  |       |
| 36                                  | Leydi Guerra           | Pérou       | 1:38:10 | +8:58  |       |
| 37                                  | Katie Hayward          | Australie   | 1:38:11 | +8:59  |       |
| 38                                  | Rebecca Henderson      | Australie   | 1:38:21 | +9:09  |       |
| 39                                  | Ayşe Tekdal            | Turquie     | 1:38:40 | +9:28  |       |
| 40                                  | Kaori Kawazoe          | Japon       | 1:39:31 | +10:19 |       |
| 41                                  | Evin Demir             | Turquie     | 1:39:55 | +10:43 |       |
| 42                                  | Ayman Ratova           | Kazakhstan  | 1:40:02 | +10:50 |       |
| 43                                  | Lyudmyla Olyanovska    | Ukraine     | 1:40:20 | +11:08 |       |
| 44                                  | Mirna Ortiz            | Guatemala   | 1:40:23 | +11:11 |       |
| 45                                  | Mária Czaková          | Slovaquie   | 1:41:29 | +12:17 |       |
| 46                                  | Barbara Kovács         | Hongrie     | 1:41:49 | +12:37 |       |
| 47                                  | Valeria Ortuño         | Mexique     | 1:41:50 | +12:38 |       |
| 48                                  | Ángela Castro          | Bolivie     | 1:42:25 | +13:13 |       |
| 49                                  | Viktoryia Rashchupkina | Biélorussie | 1:43:33 | +14:21 |       |
| 50                                  | Mayra Herrera          | Guatemala   | 1:44:30 | +15:18 |       |
| 51                                  | Ilse Guerrero          | Mexique     | 1:45:47 | +16:35 |       |
| 52                                  | Eleonora Giorgi        | Italie      | 1:46:36 | +17:24 |       |
| 53                                  | Panagiota Tsinopoulou  | Grèce       | 1:47:19 | +18:07 |       |
|                                     | Kimberly García        | Pérou       | DNF     |        |       |
|                                     | Viktória Madarász      | Hongrie     | DNF     |        |       |
|                                     | Saskia Feige           | Allemagne   | DNF     |        |       |
|                                     | Glenda Morejón         | Équateur    | DNF     |        |       |
|                                     | Yehualeye Beletew      | Éthiopie    | DNF     |        |       |

## Légende
Records et Performances
- AR : Record continental (area record)
- CR : Record des championnats (championship record)
- MR : Record du meeting (meet record)
- NR : Record national (national record)
- OR : Record olympique (olympic record)
- PR : Record paralympique (paralympic record)
- PB : Record personnel (personal best)
- SB : Meilleure performance personnelle de la saison (season's best)
- WL : Meilleure performance mondiale de l'année (world leader)
- WJR : Record du monde junior (world junior record)
- WR : Record du monde (world record)

Circonstances et Conditions
- DNF : N'a pas terminé (did not finish)
- DNS : N'a pas pris le départ (did not start)
- DQ : Disqualification (disqualification)
- NM : Aucun essai valable enregistré (No Mark)
- Q : Qualifié « directement » au prochain tour (ou à la prochaine compétition), lors d'une compétition majeure, grâce au classement ou à la réalisation des minima (automatic qualifier)
- q : Qualifié au prochain tour (ou à la prochaine compétition), lors d'une compétition majeure, grâce au repêchage ou à la réalisation de l'une des meilleures performances parmi celles des « non qualifiés directement » (grâce au meilleur temps ou à la meilleure distance par exemple) (secondary qualifier)